# Sokółki (gromada w powiecie grajewskim)
Sokółki – dawna gromada, czyli najmniejsza jednostka podziału terytorialnego Polskiej Rzeczypospolitej Ludowej w latach 1954–1972.
Gromady, z gromadzkimi radami narodowymi (GRN) jako organami władzy najniższego stopnia na wsi, funkcjonowały od reformy reorganizującej administrację wiejską przeprowadzonej jesienią 1954 do momentu ich zniesienia z dniem 1 stycznia 1973, tym samym wypierając organizację gminną w latach 1954–1972.
Gromadę Sokółki z siedzibą GRN w Sokółkach utworzono – jako jedną z 8759 gromad – w powiecie ełckim w woj. białostockim, na mocy uchwały nr 13/V WRN w Białymstoku z dnia 4 października 1954. W skład jednostki weszły obszary dotychczasowych gromad Borki, Długochorzele, Gorczyce i Sokółki oraz miejscowość Bobry majątek z dotychczasowej gromady Bobry ze zniesionej gminy Prostki w tymże powiecie. Dla gromady ustalono 12 członków gromadzkiej rady narodowej.
1 stycznia 1955 roku gromadę przyłączono do powiatu grajewskiego w tymże województwie.
1 stycznia 1958 z gromady Sokółki wyłączono wieś Borki (lecz bez PGR-u Borki) i obszar lasów państwowych leśnictwa Bajtkowo, włączając je do gromady Nowa Wieś Ełcka w powiecie ełckim w tymże województwie, po czym  gromadę Sokółki zniesiono, włączając jej pozostały obszar do gromady Prostki II w tymże powiecie (której nazwę równocześnie zmieniono na gromada Prostki).